# Ashes to Ashes (sång)
Ashes to Ashes är en singel av David Bowie som gavs ut i Storbritannien i augusti 1980. Ashes to Ashes är tagen från Bowies LP-album Scary Monsters. B-sidan på singeln, Move on är hämtad från LP:n Lodger som gavs ut året innan. Ashes to Ashes blev David Bowies andra singel-etta på brittiska topplistan UK Singles Chart.
Historien i Ashes To Ashes är en fortsättning på den som berättas om Major Tom i singeln Space Oddity 1969.